# A Barcala
A Barcala egy comarca (járás) Spanyolország Galicia autonóm közösségében, A Coruña tartományban. Székhelye A Baña. Népessége 2005-ös adatok szerint 11 385 fő volt.

## Települések
- A Baña
- Negreira